# Potok (dopływ Stradomki)
Potok – potok, lewy dopływ Raby. Cała jego zlewnia znajduje się w województwie małopolskim, w powiecie bocheńskim, w gminie Łapanów.
Źródła potoku znajdują się u północno-wschodnich podnóży wzniesienia Wielka Góra we wsi Kamyk. Potok płynie początkowo w kierunku północno-wschodnim, potem północnym u zachodnich podnóży wzniesień Działy i Chrostowska Góra, przez lasy i pola uprawne, cały czas w terenie niezabudowanym. Po opuszczeniu Kamyka przepływa lesistym wąwozem przez wieś Chrostowa, pod mostem drogi wiodącej przez tę wieś, i zaraz potem uchodzi do Stradomki na wysokości około 220 m. Potok ma długość około 3 km.